# ニッポンウミシダ
ニッポンウミシダ Oxycomanthus japonicus (Mueller) は、日本固有のウミシダの1種。黒っぽい身体で、触手や枝の先端がオレンジ色をしている。

## 形態
比較的大型のウミシダである。体色は全体に濃赤褐色で、羽枝先端部がオレンジ色、または黄色か白くなっている。ただし、まれに羽枝の背面が白くなるものがある。腕は40本ほどだが多いものでは50本以上に達するものがある。腕の長さは15-18cm、腕の基部の分岐をする部分の背面にある骨板である分岐板は幅が広く、背面からは腹面の骨板が見えない。身体の下面から下向きに伸びる巻枝は約50本、19-23節があって長さ17-23mm、腕より遙かに短いが、よく発達している。巻枝先端の節は背面（巻き込んだ内側になる）に突起があり、左右から扁平になる。
口盤は直径1.5-2cmで、口はやや縁よりにあり、肛門は管状で中央にある。腕は基部で三回分枝する。腕の左右に羽毛状に出る羽枝の内、もっとも口に近いものは長くて2cmほど、その基部は太い。それ以外の羽枝は細くて長さ1cm。

## 分布と生息環境
日本固有種。房総半島及び佐渡島以南、本州中部から九州にかけて分布している。浅海に生息し、特に外洋性の潮通りのよい岩礁に多い。例えば東京湾では湾口に当たる浦賀水道などによく見られるが、より内湾では見られない。三崎では決まった岩礁の海面下2-6mに多産するという。伊豆海洋公園では水深5-20mまでは本種が多いという。

## 生態など
腕はとても自切しやすい。手で触れると切れ、指先にからみ、くっついてくる。またコマチガニなどの動物が共生する。
繁殖は体外受精、雌雄異体である。生殖巣は腕に並ぶ羽枝の中でも特化した生殖羽枝の中にあり、これは腕ごとに約50ばかりある。雄が精子を放出すると、雌は卵を放出する。卵はピンク色を帯び、透明な粘液に包まれ、海中に糸状に広がってゆく。その際、カタクチイワシなどが集まって、その多くを食ってしまう。放卵放精が行われるのは三崎では9月末から10月中旬、ただ1回だけ行われる。タイミングとしては、半月の日の午後3時から4時に限られる。この際、上弦でも下弦でもよいので、上記期間中にこの条件が整うタイミングが年によっては2回ある。この時、どちらのタイミングになるかを決定するのは海水温である。本種は海水温の低下によって放卵を行うタイミングを決めるらしく、海水温の高い年は遅い方の半月に、海水温が低い時は早いほうの半月に放卵が行われるという。特に海水温が高かった年には繁殖が確認出来なかった例もあるという。このようなことは、まず採集人の出口重二郎が採集してきた本種が実験室内で午後3時に放卵しているのを見つけたのがきっかけで、それを元に団勝磨と団ジーンが研究を始めたことなどから見いだされた。

## 分類
同属のものとしては、日本ではリュウキュウウミシダ O. bennetti が九州以南におり、更に大きいもので、珊瑚礁で普通に見られる。ウテナウミシダ O. solaster は本種に近縁とされ、一回り小型で、腕は基部が太い。分布は本種とほぼ同じだが、台湾まで知られる。他にもいくつかあるが、それらは巻枝がより強く発達する。